# Литоральные боевые корабли типа «Фридом»
Литоральные боевые корабли типа «Фридом» (Freedom-class littoral combat ship) — серия многофункциональных боевых кораблей США прибрежной зоны (LCS).
Концепция судов «Фридом» была предложена консорциумом в составе Lockheed Martin и Marinette Marine (дочерняя компания Fincantieri) в качестве альтернативы кораблям прибрежной зоны серии «Индепенденс», предлагаемых консорциумом General Dynamics и Austal. Всего изначально предполагалось построить до 55 литоральных боевых кораблей обеих серий. При этом для судов типа «Фридом» используются нечётные номера корпусов (LCS-1, LCS-3 и т.д.), для судов типа «Индепенденс» — чётные (LCS-2, LCS-4 и т.д.).
Литоральные корабли предназначены для патрулирования в наиболее важных районах судоходства, борьбы с малошумными подводными лодками, защиты флота от атак малых надводных судов, противоминной борьбы, разведки, поддержки действий сил специальных операций.
Первое судно серии «Фридом» — Freedom было введено в эксплуатацию в ноябре 2008 года.
В сентябре 2016 года, после ряда аварий на судах класса LCS обоих типов, было объявлено, что первые четыре корабля программы, в том числе два из серии «Фридом» (Freedom и Fort Worth), будут использоваться в качестве испытательных кораблей для остальных судов LCS.
В феврале 2020 года стало известно, что четыре судна LCS, переведённые ранее в число испытательных кораблей, будут выведены из состава флота. Основная причина списания – частые поломки. В частности, проблемы с двигателями.

## Планирование и строительство
Проектирование малых многоцелевых боевых кораблей прибрежной зоны началось в начале 2000-х годов. Контракт на строительство двух кораблей был заключен с командой Lockheed Martin LCS (Lockheed Martin, Gibbs &amp; Cox, Marinette Marine, Bollinger Shipyards) в мае 2004 года. Параллельно в качестве альтернативы компанией   Austal USA строились два корабля другого типа.
15 апреля 2003 года команда Lockheed Martin LCS представила концепцию Sea Blade, основанную на форме корпуса моторной яхты [:en:Destriero].
Головной корабля Freedom был заложен в июне 2005 года компанией Marinette Marine в Маринетте, штат Висконсин. Церемония крещения прошла в сентябре 2006 года, передан флоту в сентябре 2008 года, вступил в строй в ноябре того же года. В ходе испытаний INSURV было обнаружено 2600 отклонений от проекта, в том числе 21 серьёзное. Не все из них были устранены до того, как корабль вступил в строй, так как перевод корабля из Милуоки до зимних заморозков считался более приоритетной задачей.
Перерасход средств во время строительства серии в сочетании с прогнозируемым будущим перерасходом заставило правительство остановить проект в январе 2007 года, что в конечном счете привело 13 апреля 2007 года к отмене строительства LCS-3 (второй корабль постройки Lockheed Martin). Позже строительство этого корабля было возобновлено.
После длительного периода разногласий по судьбе проекта, в ноябре 2010 года военно-морские силы США попросили Конгресс утвердить постройку по десяти кораблей каждого типа — «Фридом» и «Индепенденс».

## Конструкция
Корабль представляет собой полуглиссирующий стальной монокорпус с алюминиевой надстройкой. Длина корпуса составляет 115 м, водоизмещение — 3500 т, скорость достигает 47 узлов. Конструкция включает реконфигурируемую несущую конструкцию для сменных специфичных для разных миссий модулей, полетную палубу с интегрированной системой взлёта, посадки и обслуживания вертолетов, а также возможность спуска и подъёма пилотируемых и беспилотных катеров как с кормы, так и с борта.
Летная палуба в полтора раза больше, чем у стандартного надводного корабля, и использует систему Trigon для перемещения вертолетов в ангар и из ангара. У корабля есть два способа приёма грузов: кормовая рампа и правая боковая дверь возле ватерлинии. База для установки модулей имеет трехосный кран для перемещения модулей и размещения грузов.
Самые серьезные проблемы кораблей типа «Фридом» связаны с электрическими системами .
Передняя палуба имеет зону модульного оружия, которое может быть использовано для 57-мм орудийной башни или ракетной установки. Ракетная установка Rolling Airframe установлена над ангаром для защиты на коротких дистанциях от самолетов и крылатых ракет, а в верхней части надстройки установлены 12,7-мм пулемёты. Корабли также предназначены для размещения беспилотных катеров типа Fleet.
Основной экипаж состоит из 40 человек, что с учётом персонала, специфического для миссии, и авиагруппы в сумме составляет около 75 человек. Автоматизация позволяет сократить экипаж, что значительно снижает эксплуатационные расходы, но рабочая нагрузка может быть «изнурительной». Во время тестирования головного корабля два экипажа будут сменять друг друга через четырёхмесячные периоды.
Четыре 750-киловаттных дизельных генератора Fincantieri Isotta Fraschini вырабатывают 3 мегаватта электроэнергии для питания судовых систем.
По оценке бюджетного управления Конгресса, топливо будет составлять «от 8 до 18 процентов» общей стоимости жизненного цикла «Фридом». Сенатор Джефф Сешнс из Алабамы поставил под сомнение этот доклад и предположил, что построенный в его штате Independence будет более экономичным, и что менее частые заправки снизят стоимость боевых операций помимо стоимости топлива.
В 2012 году группа по кибербезопасности ВМФ обнаружила серьезные недостатки в Total Ship Computing Environment компании Lockheed, которая контролирует весь корабль с целью снижения численности экипажа.
Живучесть LCS обоих типов по оценке ВМФ является проблемой номер один, тогда как для фрегатов типа Oliver Hazard Perry она была проблемой номер два. Локхид утверждает, что корабли типа Freedom более живучие, чем фрегаты, потому что требования ВМС для различных уровней живучести были изменены с момента принятия на вооружение фрегатов, и потому что «Фридом» построен из высокопрочной лёгкой стали, которая не была ранее доступна.
Milwaukee был первым LCS типа «Фридом», оснащенным водоструйными кавитационными двигателями (Rolls Royce Axial-Flow Waterjet Mk-1 ). Форсунки создают частичный вакуум в жидкости, используя улучшенную конструкцию лопастного колеса. Кавитационные форсунки не увеличивают максимальную скорость корабля, но обеспечивают на 10% большую эффективность использования топлива с меньшим уровнем шума и вибрации, снижением затрат на жизненный цикл, улучшенной ремонтопригодностью, повышенной доступностью и потенциально улучшенной эффективностью на более низких скоростях. Военно-морской флот планирует добавлять новые водометные форсунки в каждый производимый вариант Freedom, включая LCS 5, 7, 9, 11 и 13. Смешанный дизайн потока был изменен на осевой дизайн, чтобы вытолкнуть воду параллельно валу рабочего колеса.
Первые корабли обоих классов LCS были построены еще до того, как проекты обрели свой окончательный вид. Многие улучшения в классе «Фридом» произошли из-за проблем, с которыми столкнулся Freedom (LCS-1) при первом ее развертывании, включая перебои в подаче электроэнергии, корродированное оборудование и неисправный воздушный компрессор. Чтобы предотвратить попадание воды в якорную комнату, якорную лебедку, гидравлический узел и швартовную лебедку заменили одной электрической цепной лебедкой на главной палубе, а существующую буксирную цепь заменили более легкой цепью. Коррозионная стойкость была также улучшена за счет модификации системы катодной защиты путем добавления защиты в водоструйный впускной туннель. Начиная с LCS-3, кормовой транец был удлинен, и к корме были добавлены плавучие резервуары для увеличения веса и стабильности. На LCS-5 будет добавлена значительно менее сложная система электрического запуска газотурбинных установок, чтобы снизить затраты и снизить вес корабля.
Начиная с LCS-17, корабли типа «Фридом» будут оснащены военно-морским радаром TRS-4D. TRS-4D - это радар АФАР, построенный Airbus Defence and Space, который аналогичен немецкому, установленному на фрегатах типа F125, с той разницей, что LCS будет иметь вращающийся антенный пост вместо фиксированной панели. TRS-4D — трехкоординатный многофункциональный военно-морской радар, сочетающий в себе механическое и электронное азимутальное сканирование, которое обеспечивает повышенную чувствительность для обнаружения более мелких целей с большей точностью и более быстрой генерацией треков. Это будет первый радар с АФАР, установленный на корабле ВМС США.

### Неисправности двигателя
По состоянию на ноябрь 2011 года три из четырех действующих боевых кораблей типа «Фридом» испытывали проблемы с техническим обслуживанием двигателей. Milwaukee сломался в Атлантическом океане в декабре 2015 года, и его пришлось отбуксировать обратно в порт. Металлический мусор был обнаружен в системе фильтров. Причина была связана с муфтой между системами газовых турбин и дизельных двигателей, которая не смогла отключиться, как это было предусмотрено при переключении с одной двигательной установки на другую. Fort Worth пережил аналогичную аварию в Тихом океане в январе 2016 года. Неправильные процедуры, применяемые на борту судна, привели к тому, что набор комбинированных зубчатых колес, используемых для передачи энергии в двигательную систему судна, работал с недостаточным количеством масла. А в июле 2016 года Freedom получил протечку морской воды в одну из двух своих главных дизельных силовых установок и был вынужден вернуться в Сан-Диего для дезактивации морской воды. Однако на конец 2020 года выяснилось, что уже построенные и проектируемые корабли не пригодны для использования по назначению, т.к. выяснилось, что главные редукторы, на которые передается тяговая мощность с главных энергетических установок (ГЭУ) и вспомогательных энергетических установок (ВЭУ) кораблей, имеют неустранимый конструктивный дефект — у них не выдерживают нагрузок подшипники сцепления и редукторы разрушаются при работе с ГЭУ. Если же отказаться от использования ГЭУ, то вместо заявленных 47 узлов корабль на ВЭУ может развивать скорость лишь в 12 узлов.

## Корабли
По состоянию на сентябрь 2023 года всего введено в эксплуатацию 13 кораблей LCS типа «Фридом», из которых три уже списано. Оставшиеся три корабля серии находились в стадии оснащения.

### Заказы на постройку и история имен
Первоначально военно-морскими силами США было заказано два боевых корабля типа «Фридом» — ведущий корабль Freedom (LCS-1) и Fort Worth (LCS-3). Об этом в марте 2009 года объявил Министр военно-морских сил США Дональд К. Винтер. 29 декабря 2010 года стало известно, что ВМС США разместят заказ на покупку ещё десяти судов типа «Фридом». 31 марта 2016 года военно-морские силы использовали опцион по контракту на блок-покупку, заказав дополнительный корабль типа «Фридом»; LCS-25 будет одиннадцатым кораблём, построенным по контракту на блок-покупку, и тринадцатым в целом (Freedom и Fort Worth были построены до заказа на блок-покупку).
10 марта 2014 года военно-морские силы профинансировали строительство LCS-17 и LCS-19, седьмого и восьмого корабля в контракте. 1 апреля 2015 года был заказал LCS-21 1 апреля 2016 года ВМС заключили контракт с Lockheed Martin на LCS-25, тринадцатую единицу типа Freedom.. 8 октября 2017 года Marinette Marine объявила о заказе на изготовление LCS-27 по цене, находящейся в рамках ограничения Конгресса в 584 миллиона долларов.
13 февраля 2018 года Министр военно-морских сил США Ричард В. Спенсер объявил, что LCS-27 будет присвоено имя Nantucket.
18 сентября 2018 года ВМС объявили, что заказан дополнительный корабль типа «Фридом».
15 января 2019 года военно-морские силы использовали в своем контракте с Lockheed Martin опцион на покупку ещё одного судна класса «Фридом», который будет иметь номер LCS-31.

### Состав серии
| Корабль                | Номер корпуса | Закладка        | Спуск на воду    | Ввод в эксплуатацию | Состояние         |
| ---------------------- | ------------- | --------------- | ---------------- | ------------------- | ----------------- |
| Freedom                | LCS-1         | 2 июня 2005     | 23 сентября 2006 | 8 ноября 2008       | списан 29.09.2021 |
| Fort Worth             | LCS-3         | 11 июля 2009    | 7 декабря 2010   | 22 сентября 2012    | в строю           |
| Milwaukee              | LCS-5         | 27 октября 2011 | 18 декабря 2013  | 21 ноября 2015      | списан 08.09.2023 |
| Detroit                | LCS-7         | 11 августа 2012 | 18 октября 2014  | 22 октября 2016     | в строю           |
| Little Rock            | LCS-9         | 27 июня 2013    | 18 июля 2015     | 16 декабря 2017     | в строю           |
| Sioux City             | LCS-11        | 19 февраля 2014 | 30 января 2016   | 17 ноября 2018      | списан 14.08.2023 |
| Wichita                | LCS-13        | 9 февраля 2015  | 17 сентября 2016 | 12 января 2019      | в строю           |
| Billings               | LCS-15        | 2 ноября 2015   | 1 июля 2017      | 3 августа 2019      | в строю           |
| Indianapolis           | LCS-17        | 18 июля 2016    | 18 апреля 2018   | 26 октября 2019     | в строю           |
| St. Louis              | LCS-19        | 17 мая 2017     | 15 декабря 2018  | 8 августа 2020      | в строю           |
| Minneapolis-Saint Paul | LCS-21        | 22 февраля 2018 | 15 июня 2019     | 21 мая 2022         | в строю           |
| Cooperstown            | LCS-23        | 14 августа 2018 | 19 января 2020   | 6 мая 2023          | в строю           |
| Marinette              | LCS-25        | 27 марта 2019   | 31 октября 2020  | 16 сентября 2023    | в строю           |
| Nantucket              | LCS-27        | 9 октября 2019  | 7 августа 2021   |                     | оснащение         |
| Beloit                 | LCS-29        | 22 июля 2020    | 7 мая 2022       |                     | оснащение         |
| Cleveland              | LCS-31        | 16 июня 2021    | 15 апреля 2023   |                     | оснащение         |

- Примечание: ВМФ разместил заказы на корабли типа Independence, пронумерованные LCS-32, LCS-34, LCS-36 и LCS-38, но по состоянию на сентябрь 2018 года еще не разместил заказы на дополнительные корабли типа Freedom, которые станут LCS-33, LCS-35 и LCS-37.

## Варианты на базеFreedom

### Малый надводный боевой корабль
Lockheed предоставил различные модификации кораблей класса «Фридом», направленные на превращение LCS из специализированного корабля в корабли с хорошей защитой и огневой мощью, способные противостоять более продвинутому противнику. 180 кубометров пространства, предназначенные для сменных модулей позволяют оснастить корабли дополнительным оборудованием и вооружением. Для варианта ПВО была предложена установка радара ПВО SPY-1F и систем вертикального пуска (VLS). Текущие версии длиной 118 метров могут вместить от 4 до 32 ячеек VLS каждая из которых содержит четыре ракеты RIM-162D Evolved Sea Sparrow или одну ракету SM-2. Для противокорабельного варианта предлагалась замена 57-мм орудия на 127-мм орудие Mk 45 а также установка ракет Hellfire AGM-114L для защиты от быстроходных катеров. Подход Lockheed состоял в том, чтобы интегрировать модули в конструкцию корабля, чтобы корабли могли выполнять противолодочные, противокорабельные и зенитные функции без необходимости менять модули. Водоизмещение будет увеличено с 3400 тонн до 3600 тонн, а корпус может быть удлинён ещё на 7-10 м. В дополнение к установке УВП и сонара, основное орудие будет оснащено более мощным и совершенным радаром.
В декабре 2014 года была принята рекомендация ВМС США о создании малого надводного боевого корабля (SSC, Small Surface Combatant) на модернизированных версиях LCS «Фридом» и «Индепенденс». Хотя Lockheed представила улучшения, включая системы вертикального пуска, 76-мм орудие и передовые боевые системы, военно-морские силы решили сохранить 57-мм пушки, отказаться от УВП, однако добавить модернизированный 3D-радар. Другие изменения включали установку неназванной загоризонтной ракеты, 25-мм орудия Mark 38, системы противодействия торпедам, многофункциональной буксируемой ГАС, пусковой установки Sea RAM, модернизированной системы запуска пассивных помех, модернизированной системы радиоэлектронной борьбы, бронирование жизненно важных отсеков и улучшение управления малозаметностью. SSC сосредоточится на борьбе с надводными кораблями и подводными лодками, противоминные функции будут выполнять LCS. Корабли частично сохранят модульность, несмотря на специализацию одном наборе функций, и будут иметь отсеки для сменного оборудования, хотя и в урезанном объёме. Предполагается, что закупка SSC начнётся к 2019 году, и в настоящее время выясняется, можно ли модернизировать существующие корпуса LCS.

### Многоцелевой боевой корабль
В 2012 году Lockheed предложил концепцию многоцелевого боевого корабля и показал, что  дополнительные возможности, такие как Aegis, будут доступны только при удлинённом корпусе с водоизмещением 3500 тонн.
Lockheed также работает над облегченной версией LCS типа «Фридом» для международного рынка небольших патрульных кораблей. Этот многоцелевой боевой корабль будет иметь радар с фазированной решеткой и систему вертикального пуска в корпусе меньшего размера с меньшей численностью экипажа за счет удаления высокоскоростных газовых турбин и одной трети площади, зарезервированной для сменных модулей.
Гораздо более крупный и более боеспособный корабль класса фрегат был представлен в соответствии с требованиями программы FFG(X) ВМС США. Несмотря на то, что в основе конструкции лежит корпус «Фридом», он должен быть больше по размерам и иметь более мощное вооружение. В феврале 2018 года этот проект стал одним из пяти финалистов в конкурсе на постройку 20 кораблей, который должен был быть профинансирован в 2020 году.

## Зарубежные продажи

### Саудовская Аравия
Компания Lockheed Martin предложила вариант, оснащенный боевой системой Aegis, для использования в качестве национальной системы противоракетного  радиолокационного дозора в ряде государств Персидского залива.
Надводный боевой корабль был предложен Саудовской Аравии в рамках сделки по оружию 2011 года.  Сообщалось, что общая стоимость восьми кораблей составит 5 миллиардов долларов. Программа расширения военно-морского флота Саудовской Аравии II требует около 20 млрд. долл. США для новых военных кораблей, которые могут включать до 12 судов типа Freedom; саудиты не намерены приобретать корабль типа Independence Austal. Саудовцы, как и другие потенциальные иностранные покупатели, хотят иметь постоянный набор функций, а не сменное оборудование для различных миссий. Другим потенциальным экспортным кораблём был эсминец типа Arleigh Burke. Корабли типа Freedom будет оснащенs установками вертикального пуска и РЛС SPY-1F, уменьшенной и облегченной версией радара SPY-1D эсминцаАрли Берк . Таким образом, заказчик выбирает между кораблями с большим корпусом и системой противоракетной обороны и большим количеством многоцелевых кораблей с малым корпусом.
В октябре 2015 года Саудовская Аравия обратилась с просьбой о продаже четырех судов класса «Фридом», чтобы обновить свой восточный флот, заключив потенциальную сделку на сумму 11,25 млрд долларов. В варианте Multi-Mission Surface Combatant (MMSC) исключены отсеки для специализированных сменных модулей LCS в носовой части, но оставлен кормовой отсек. От системы Aegis было решено отказаться по соображениям стоимости, вместо этого на кораблях будет установлен радиолокационный поисковый радар TRES-4D с АФАР. В отличие от Flight 0 Freedom, MMSC имеет две 8-элементные VLS Mk 41, которые могут нести 16 SM-2 или 64 ESSM, а также 76-мм пушку OTO Melara, противокорабельные ракеты Harpoon Block II, торпеды, и SeaRAM. Он также будет иметь вертолет MH-60R, противолодочные гидролокаторы и канал передачи данных Link 16 для обеспечения взаимодействия с региональными силами США.

## Внешние ссылки
- Freedom-class Littoral Combat Ship on navyrecognition.com